# العمليات الإرهابية في العراق 2004
2004 كان عامًا شهد سلسلة من المعارك في الفلوجة. انظر إلى أحداث الفلوجة.

## يناير
- 14 يناير: فجر مهاجم انتحاري قنبلة خارج مركز للشرطة في بعقوبة بالعراق، مما أسفر عن مقتل ثلاثة عراقيين على الأقل وإصابة 29 آخرين.[1]
- 18 يناير: فجر انتحاري سيارة شاحنة تويوتا محملة بألف رطل من المتفجرات خارج مقر التحالف الذي تقوده الولايات المتحدة، مما أسفر عن مقتل 24-31 شخصًا، بينهم جنديان أمريكيان، وإصابة أكثر من 60 شخصًا.[1][2]
- 31 يناير: انفجار سيارة مفخخة في فندق شاهين في بغداد أدى إلى مقتل ثلاثة أشخاص، بينهم متعاقد أمني من جنوب أفريقيا.[3][4]
- 31 يناير: انفجار سيارة مفخخة في محطة شرطة في الموصل أسفر عن مقتل تسعة وإصابة 44.[1]

## فبراير
- 1 فبراير: تفجيرات أربيل 2004 - قتل ما لا يقل عن 105 أشخاص وأصيب نحو 250 في أربيل عندما فجر انتحاريان نفسيهما في مقر الحزبين الرئيسيين في كردستان - الاتحاد الوطني الكردستاني والحزب الديمقراطي الكردستاني. كان من بين القتلى وزير سابق ونائب محافظ أربيل ورئيس شرطة المدينة.[5]
- 9 فبراير: فجر انتحاري نفسه أمام منزل زعيمي قبيلتين تعاونوا مع القوات الأمريكية في الرمادي، مما أسفر عن إصابة ثلاثة من حراسهم الشخصيين.[6]
- 10 فبراير: قتل ما لا يقل عن 55 شخصًا في انفجار سيارة مفخخة خارج محطة للشرطة في إسكندرية، جنوب بغداد.[5]
- 11 فبراير: قتل 47 عراقيًا في هجوم انتحاري أمام مركز تجنيد للجيش في بغداد، وأنصار الإسلام في كردستان مسؤولون عن الهجوم.[1]
- 18 فبراير: هاجم انتحاريان ثكنة للجيش البولندي في الحلة، مما أسفر عن مقتل 11 عراقيًا.[1]
- 23 فبراير: وقبل زيارة وزير الدفاع الأمريكي دونالد رامسفيلد، قتل ما لا يقل عن عشرة أشخاص جراء انفجار سيارة مفخخة أمام محطة للشرطة في كركوك.[7]

## مارس
- 2 مارس: تفجيرات عاشوراء في العراق 2004 - في أكثر الهجمات دموية منذ سقوط صدام حسين، قتل 181 شيعيًا في بغداد وكربلاء خلال مراسيد عاشوراء، وكان من بين الضحايا 49 إيرانيًا.[1][8][9]
- 17 مارس: فجر انتحاري سيارة مفخخة بالقرب من فندق لبنان في بغداد، مما أسفر عن مقتل 16 شخصًا، بينهم بريطاني.[1]
- 30 مارس: فجر انتحاري سيارة مفخخة أمام منزل رئيس شرطة في الحلة، مما أسفر عن إصابة سبعة أشخاص.[10]

## أبريل
- 21 أبريل: تفجيرات البصرة 21 أبريل 2004 - نفذ خمسة انتحاريين بسيارات مفخخة هجمات على مراكز شرطة في البصرة وضواحيها، مما أسفر عن مقتل 74 شخصًا بينهم 18 تلميذًا وإصابة 160 آخرين.[11][12]
- 24 أبريل: في واحدة من أكثر الهجمات البحرية جرأة، استهدفت ثلاثة زوارق انتحارية محطة تصدير النفط في البصرة، على بعد سبعة أميال من الساحل الجنوبي للعراق. قُتل ثلاثة بحارة أمريكيين أثناء محاولتهم الصعود على أحد القوارب، وتوقفت صادرات النفط العراقية ليوم واحد على الأقل، مما أدى إلى خسارة مليون برميل.[13][14]

## مايو
- 6 مايو: قُتل ستة أشخاص، بينهم جندي أمريكي، عندما انفجرت سيارة مفخخة عند نقطة تفتيش خارج المنطقة الخضراء.[15]
- 7 مايو: مقتل نيك بيرج
- 17 مايو: قُتل عز الدين سليم، رئيس مجلس الحكم الانتقالي العراقي، في تفجير انتحاري بسيارة مفخخة عند نقطة تفتيش قرب المنطقة الخضراء في بغداد. أسفر الهجوم عن مقتل ما يصل إلى سبعة آخرين.[16]
- 22 مايو: نجا نائب وزير الداخلية العراقي عبد الجبار يوسف الشيخلي من محاولة اغتيال بتفجير انتحاري بسيارة مفخخة أمام منزله في بغداد، أسفر عن مقتل أربعة أشخاص على الأقل.[17]

## يونيو
- 1 يونيو: هجوم انتحاري بسيارة مفخخة عند نقطة تفتيش قرب قاعدة للجيش الأمريكي في بيجي أدى إلى مقتل عشرة عراقيين على الأقل.[18]
- 8 يونيو: فجر انتحاري سيارة مفخخة عند موقع أمريكي في قاعدة جوية سابقة في بعقوبة، مما أسفر عن مقتل أربعة عراقيين وجندي أمريكي، وإصابة 16 عراقيًا وعشرة جنود أمريكيين. وفي الموصل، انفجرت سيارة أجرة تقل ثلاثة انتحاريين أمام مكتب المحافظ، مما أسفر عن مقتل عشرة أشخاص.[19]
- 13 يونيو: قُتل أربعة من رجال الشرطة وثمانية مدنيين في تفجير انتحاري بسيارة مفخخة استهدف نقطة للشرطة في جنوب بغداد.[20]
- 14 يونيو: هجوم انتحاري في بغداد أسفر عن مقتل 13 شخصًا، بينهم بريطانيان وفلبيني وفرنسي وأمريكي.[21]
- 18 يونيو: تفجير بغداد يونيو 2004 - انتحاري يقود سيارة رباعية الدفع فجر نفسه وسط حشد من 300 شاب عاطل أمام بوابة قاعدة للجيش العراقي في بغداد، مما أسفر عن مقتل 35 شخصًا وإصابة 138.[22]
- 24 يونيو: انتحاري هاجم نقطة تفتيش في بغداد، مما أسفر عن مقتل أربعة جنود عراقيين، وذلك قبل أسبوع من تسليم السلطة إلى الحكومة العراقية المؤقتة.[23]

## يوليو
- 6 يوليو: هجوم انتحاري بسيارة مفخخة استهدف خيمة عزاء في الخالص، مما أسفر عن مقتل 13 شخصًا وإصابة 37 آخرين على الأقل.[24]
- 14 يوليو: انتحاري بسيارة مفخخة قتل تسعة أشخاص على الأقل وأصاب 40 عند نقطة تفتيش قرب السفارة البريطانية في بغداد.[25]
- 17 يوليو: قُتل خمسة أشخاص وأصيب ثمانية عندما اصطدمت سيارة مفخخة انتحارية بموكب وزير العدل العراقي مالك دوهان الحسن في بغداد. نجا الوزير، لكن ثلاثة من حراسه ومدنيين اثنين لقوا مصرعهم.[26]
- 19 يوليو: قُتل تسعة وأصيب أكثر من 60 عندما انفجرت شاحنة وقود مفخخة قرب مركز للشرطة في حي السيدية ببغداد.[27]
- 20 يوليو: انتحاري بشاحنة مفخخة فجر نفسه أمام مركز شرطة في بغداد، مما أسفر عن مقتل تسعة عراقيين على الأقل وإصابة أكثر من 60.[28]
- 28 يوليو: تفجير بعقوبة 2004 - انتحاري بسيارة مفخخة فجر نفسه أمام مركز تجنيد للشرطة في وسط بعقوبة، مما أسفر عن مقتل 68 عراقيًا.[12]

## أغسطس
- 1 أغسطس: انفجار سيارة مفخخة خارج مركز للشرطة في الموصل أسفر عن مقتل أربعة أشخاص وإصابة 34.[29]
- 5 أغسطس: هجوم انتحاري بسيارة مفخخة أمام مركز للشرطة في جنوب بغداد أسفر عن مقتل أربعة أشخاص وإصابة 21.[30]
- 28 أغسطس: انتحاري بسيارة مفخخة حاول اعتراض طريق فريق إعلامي كردي عند نقطة تفتيش بين أربيل والموصل، لكن لم يُصب أحد غير المهاجم.[31]

## سبتمبر
- 4 سبتمبر: انتحاري بسيارة مفخخة فجر نفسه أمام أكاديمية الشرطة العراقية في كركوك، مما أسفر عن مقتل 21 شخصًا على الأقل.[32]
- 6 سبتمبر: تفجير انتحاري في الفلوجة أسفر عن مقتل سبعة من مشاة البحرية الأمريكية وثلاثة من الحرس الوطني العراقي.[33]
- 12 سبتمبر: حادثة شارع حيفا أو "مجزرة شارع حيفا" وقعت ببغداد عندما اشتبك مسلحون مع القوات الأمريكية وتفجرت سيارتان مفخختان، أعقبها تفجير ثالث استهدف عربة مدرعة أمريكية.[34]
- 14 سبتمبر: تفجير بغداد 14 سبتمبر 2004 - انتحاري بسيارة مفخخة قتل 47 شخصًا خارج مركز شرطة في شارع حيفا ببغداد، حيث كان متطوعون ينتظرون للتسجيل.[35] وفي هجوم آخر في بغداد، فجر انتحاري نفسه قرب موكب لمتعاقدين مدنيين، دون وقوع إصابات.[36]
- 17 سبتمبر: انتحاري بسيارة مفخخة فجر نفسه قرب نقطة تفتيش للشرطة العراقية في شارع الرشيد ببغداد، مما أدى إلى مقتل ثمانية وإصابة 41 آخرين. وفي شارع حيفا، دمر تفجير آخر سيارة حاولت اقتحام طوق أمني.[37]
- 18 سبتمبر: انتحاري بسيارة مفخخة فجر نفسه أمام مقر الحرس الوطني في كركوك، مما أسفر عن مقتل 19 شخصًا وإصابة 67 آخرين.[37]
- 20 سبتمبر: انفجار سيارة في الموصل قتل جميع ركابها الثلاثة وشخصًا مدنيًا، ويُعتقد أن ركاب السيارة كانوا يخططون لهجوم انتحاري قبل أن تنفجر مبكرًا.[38]
- 22 سبتمبر: انتحاري بسيارة مفخخة قتل 11 شخصًا وأصاب 54 آخرين خارج محل تصوير في بغداد، حيث كان متقدمون للحرس الوطني يجهزون أوراقهم. وفي حي المنصور، أصيب أربعة جنود أمريكيين واثنان من المدنيين في هجوم آخر.[39]
- 30 سبتمبر: تفجير بغداد 30 سبتمبر 2004 - هجوم انتحاري استهدف جنودًا أمريكيين أثناء توزيع الحلوى على الأطفال، مما أدى إلى مقتل 42 شخصًا بينهم 35 طفلًا، وإصابة 141 آخرين. وفي وقت سابق من اليوم، وقع تفجير آخر في أبو غريب أدى إلى مقتل ثلاثة إلى تسعة أشخاص.[40]

## أكتوبر
- 4 أكتوبر: مقتل عشرة أشخاص عندما اقتحم انتحاري بسيارة مفخخة مدخل المنطقة الخضراء في بغداد قرب طابور مجندين، وإصابة 70 آخرين. وفي الموصل، انفجرت سيارة تقل شخصين مما أدى إلى مقتلهما وخمسة آخرين.[41]
- 6 أكتوبر: انتحاري بسيارة مفخخة قتل 16 شخصًا في مركز للحرس الوطني قرب الحدود السورية.[42]
- 10 أكتوبر: هجوم انتحاري على حافلة صغيرة قرب أكاديمية الشرطة في بغداد أسفر عن مقتل 10 إلى 17 شخصًا. وفي هجوم آخر، قُتل جندي أمريكي بتفجير استهدف قافلة عسكرية قرب وزارة الثقافة.[43]
- 14 أكتوبر: انتحاريان تمكنا من اختراق المنطقة الخضراء في بغداد، وفجرا نفسيهما، مما أسفر عن مقتل ستة أشخاص بينهم ثلاثة أو أربعة أمريكيين.[44]
- 15 أكتوبر: هجوم انتحاري بسيارة مفخخة استهدف وحدة من الشرطة العراقية في منطقة الدورة، مما أدى إلى مقتل خمسة شرطيين وإصابة تسعة.[45]
- 17 أكتوبر: تفجير انتحاري على جسر في الموصل أسفر عن مقتل خمسة وإصابة 15 آخرين. وفي بغداد، انفجرت سيارة مفخخة قرب مقهى يرتاده رجال الشرطة وبالقرب من السفارة الأسترالية، مما أسفر عن مقتل سبعة وإصابة أكثر من 20.[46]
- 23 أكتوبر: مقتل 16 شرطيًا وجرح 40 عندما استهدف انتحاري بسيارة مفخخة مركز شرطة قرب قاعدة للمارينز في خان البغدادي. وفي هجوم آخر في الإسحاقي، قتل أربعة من الحرس الوطني وأصيب ستة.[47]
- 25 أكتوبر: هجومان انتحاريان في الموصل أسفرا عن مقتل ثلاثة موظفين حكوميين على الأقل وإصابة تسعة. وفي الخالدية، استهدف انتحاري قافلة أمريكية، مما أدى إلى تدمير عربتي هامفي.[48]

## نوفمبر
- 3 نوفمبر: هجوم انتحاري بسيارة مفخخة عند نقطة تفتيش على طريق مطار بغداد أدى إلى مقتل متعاقد أمني بريطاني وإصابة ما يصل إلى تسعة من موظفي الخطوط الجوية.[49]
- 4 نوفمبر: مقتل ثلاثة جنود بريطانيين من وحدة "بلاك ووتش" ومترجم عراقي في تفجير انتحاري قرب معسكر دوغوود جنوب بغداد. وفي تكريت، أصيب عشرة أشخاص بانفجار سيارة مفخخة أمام مبنى المجلس البلدي.[50]
- 6 نوفمبر: أربعة تفجيرات بسيارات مفخخة في سامراء استهدفت قوات الشرطة، مما أدى إلى مقتل نحو 40 شخصًا، وكان اثنان على الأقل من التفجيرات انتحاريين.[51]
- 8 نوفمبر: هجمات متزامنة بسيارات مفخخة على كنيستين في بغداد أسفرت عن مقتل ثلاثة أشخاص وإصابة أكثر من 40.[52]
- 11 نوفمبر: مقتل 18 شخصًا وإصابة 15 آخرين عندما استهدف انتحاري سوقًا مركزيًا في بغداد خلال ساعة الذروة.[53]
- 19 نوفمبر: انتحاري بسيارة مفخخة استهدف دورية للشرطة في بغداد، مما أسفر عن مقتل شرطي وإصابة 11 شخصًا.[54]
- 29 نوفمبر: مقتل 12 شخصًا وإصابة عشرة آخرين عندما فجر انتحاري نفسه قرب مجموعة من رجال الشرطة كانوا بانتظار استلام رواتبهم في الرمادي.[55]

## ديسمبر
- 3 ديسمبر: سيارة فان تقل أربعة انتحاريين اقتحمت مسجدًا شيعيًا في بغداد أثناء صلاة الفجر، مما أدى إلى مقتل 14 مدنيًا. كما استُهدفت وزارة الإسكان بسيارة مفخخة، مخلفة عددًا من الجرحى.[56]
- 4 ديسمبر: انتحاري استهدف حافلة تقل مقاتلين من البيشمركة في الموصل، مما أسفر عن مقتل 16 شخصًا. وفي بغداد، قتل سبعة وأصيب 50 في هجوم على نقطة تفتيش قرب المنطقة الخضراء.[57]
- 13 ديسمبر: انتحاري بسيارة مفخخة فجر نفسه عند البوابة الغربية للمنطقة الخضراء في بغداد، مما أدى إلى مقتل 13 شخصًا.[58]
- 14 ديسمبر: هجوم آخر على نفس نقطة التفتيش أدى إلى مقتل ستة أشخاص وإصابة 13.[59]
- 19 ديسمبر: مقتل 51 شخصًا على الأقل في النجف في هجوم انتحاري استهدف موكب جنازة قرب مرقد الإمام علي. وفي كربلاء، أسفر تفجير آخر قرب مرقدي الحسين والعباس عن مقتل 14 شخصًا.[60]
- 21 ديسمبر: تفجير قاعدة ماريز 2004 - انتحاري اخترق قاعدة ماريز في الموصل وفجر نفسه وسط الجنود أثناء تناولهم الغداء، مما أسفر عن مقتل 22 شخصًا بينهم 19 جنديًا أمريكيًا.[61]
- 24 ديسمبر: شاحنة وقود يقودها انتحاري انفجرت في حي المنصور ببغداد قرب السفارتين الليبية والأردنية، مما أدى إلى مقتل ثمانية أشخاص وإصابة 19.[62]
- 27 ديسمبر: هجوم انتحاري بسيارة مفخخة قرب منزل عبد العزيز الحكيم زعيم المجلس الأعلى للثورة الإسلامية في العراق أسفر عن مقتل 13 شخصًا وإصابة 50، بينما نجا الحكيم دون أذى.[63]